# Prințul Albert de Saxa-Coburg și Gotha
Printul Albert de Saxa-Coburg și Gotha (Francis Augustus Charles Albert Emanuel; n. 26 august 1819 - d. 14 decembrie 1861), a fost soțul Reginei Victoria a Regatului Unit al Marii Britanii și Irlandei.

## Primii ani
Albert s-a născut în Schloss Rosenau, aproape de Coburg, Germania, ca cel de-al doilea fiu al lui Ernest al III-lea, Duce de Saxa-Coburg-Saalfeld și a primei lui soții, Louise de Saxa-Gotha-Altenburg. Mătușa paternă a lui Albert, Victoria de Saxa-Coburg-Saalfeld, s-a căsătorit cu Edward Augustus, Duce de Kent, al patrulea fiu al regelui George al III-lea al Marii Britanii. Ea a fost mama viitoarei regine Victoria. Deci, Albert și viitoarea sa soție erau veri. De asemenea, ei s-au născut în același an și au fost asistați la naștere de aceeași moașă.
Albert a fost botezat la Biserica Evanghelică Luterană pe 19 septembrie 1819 în Sala de Marmură, la Schloss Rosenau cu apă luată dintr-un râu local. Nașii lui au fost: bunica paternă Contesa Augusta de Reuss-Ebersdorf, bunicul matern Ducele de Saxa-Gotha-Altenburg, împăratul Austriei, Ducele de Teschen și Contele von Mensdorff-Pouilly.
Mama lui Albert a fost exilată, s-a căsătorit pentru a doua oară cu iubitul ei, Alexander von Hanstein, Conte de Polzig-Baiersdorf și a murit la vârsta de 30 de ani de cancer. Anul următor, tatăl lor s-a căsătorit cu propria lui nepoată și verișoara lui Albert și a fratelui său mai mare, Ernest, cu Prințesa Maria de Württemberg. În 1825, unchiul lui Albert, Frederic al IV-lea, Duce de Saxa-Gotha-Altenburg, a murit. Decesul a dus la o rearanjare a ducatelor saxone și anul următor, tatăl lui Albert a devenit duce de Saxa-Coburg și Gotha.
Cei doi frați au fost educați în primul rând de tutori privați și, mai târziu, la Universitatea din Bonn, ca mulți alți prinți. Acolo, Albert a studiat dreptul, economia politică, filozofie, istoria artei, muzică, gimnastică și a excelat la scrimă și echitație.

## Căsătoria

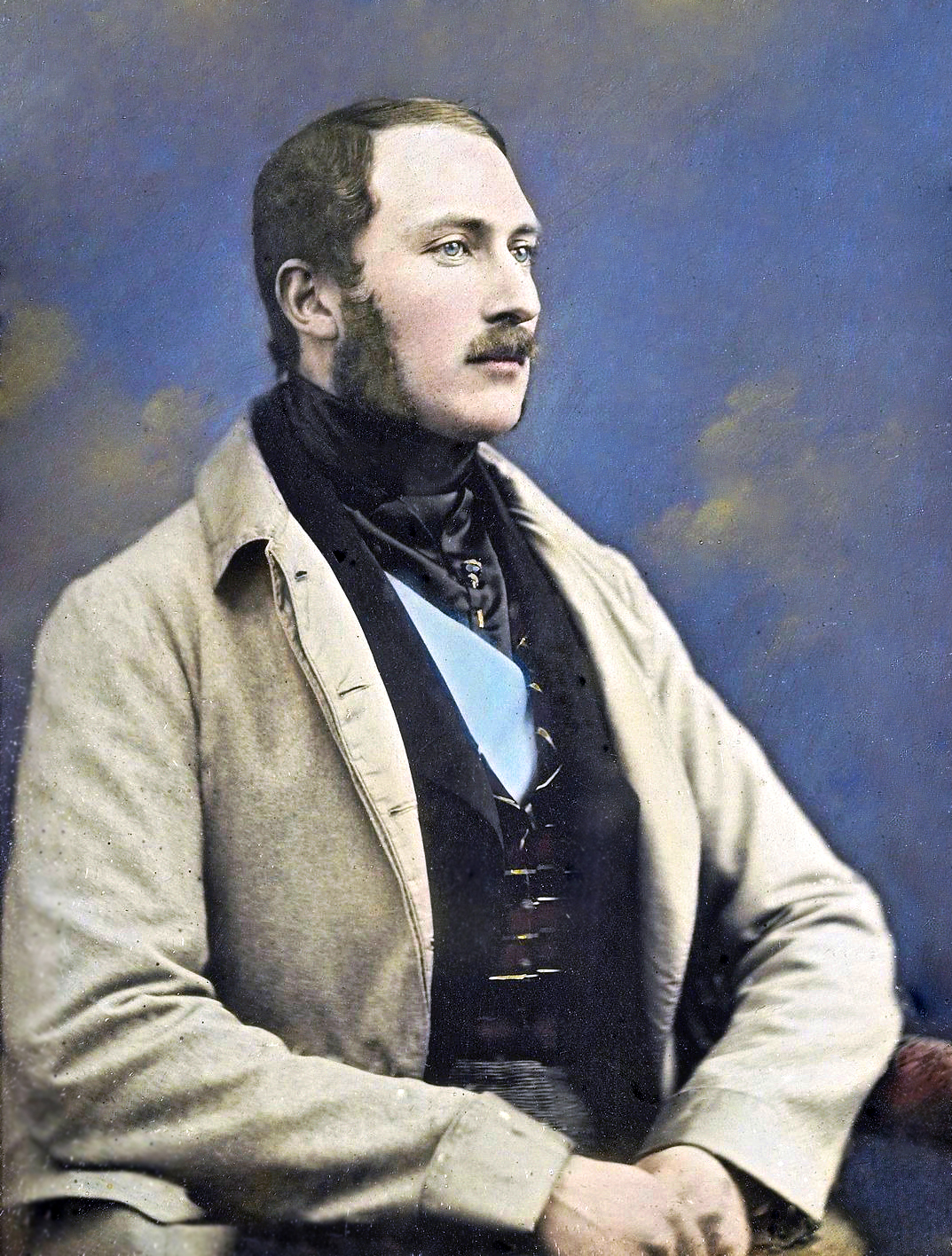
Prințul Albert, fotografie colorată de mână daghereotipie, 1848

În jurul anului 1836, ideea căsătoriei între Albert și verișoara lui, moștenitoarea tronului britanic, Prințesa Victoria de Kent (așa cum era titlul ei atunci) a apărut în mintea ambițiosului lui unchi, Leopold, regele belgienilor. Leopold a aranjat cu sora lui (mama Victoriei), să-l invite pe Ducele de Saxa-Coburg și Gotha și cei doi fii ai lui s-o viziteze în mai 1836, cu scopul de a o întâlni pe Victoria. Regele William al IV-lea a dezaprobat orice căsătorie cu Coburg și l-a favorizat pe Prințul Alexandru al Țărilor de Jos, al doilea fiu al regelui Willem al II-lea al Țărilor de Jos.
După ce Victoria s-a urcat pe tronul britanic pe 20 iunie 1837, ea a scris scrisori prin care își arăta interesul față de educația lui Albert însă fără să se grăbească să se căsătorească. În octombrie 1839, Albert și fratele său Ernest au plecat în Anglia, pentru a o vizita pe regină, cu scopul de a soluționa definitiv cererea în căsătorie. Albert și Victoria s-au simțit atrași unul de celălalt. Intenția reginei de a se căsători a fost declarată oficial pe 23 noiembrie 1839.
Cuplul s-a căsătorit pe 10 februarie 1840 la Capela Regală a Palatului St James. Cu patru zile înainte de nuntă, viitoarea soție i-a acordat titlul de Alteță Regală. La început nu a fost popular în rândul britanicilor. A fost perceput ca fiind dintr-un stat sărac și mic, puțin mai mare decât un județ englezesc. Primul ministru britanic, Lordul Melbourne, a sfătuit-o pe regină să nu-i acorde titlul de "Rege Consort". Parlamentul chiar a refuzat să-l facă pe Albert peer - în parte din cauza sentimentului anti-german și a dorinței de a-l exclude pe Albert din orice rol politic.
Melbourne a condus un guvern minoritar și opoziția a profitat de căsătorie pentru a continua să-i slăbească poziția. Ei s-au opus la înnobilarea lui Albert și i-au acordat un venit mai mic decât consortului anterior, 30.000 £ în loc de 50.000 £. Timp de 17 ani, Albert a folosit titlul de "ASR Prințul Albert" până la 25 iunie 1857 când Victoria i-a acordat titlul de Prinț Consort.

## Copii

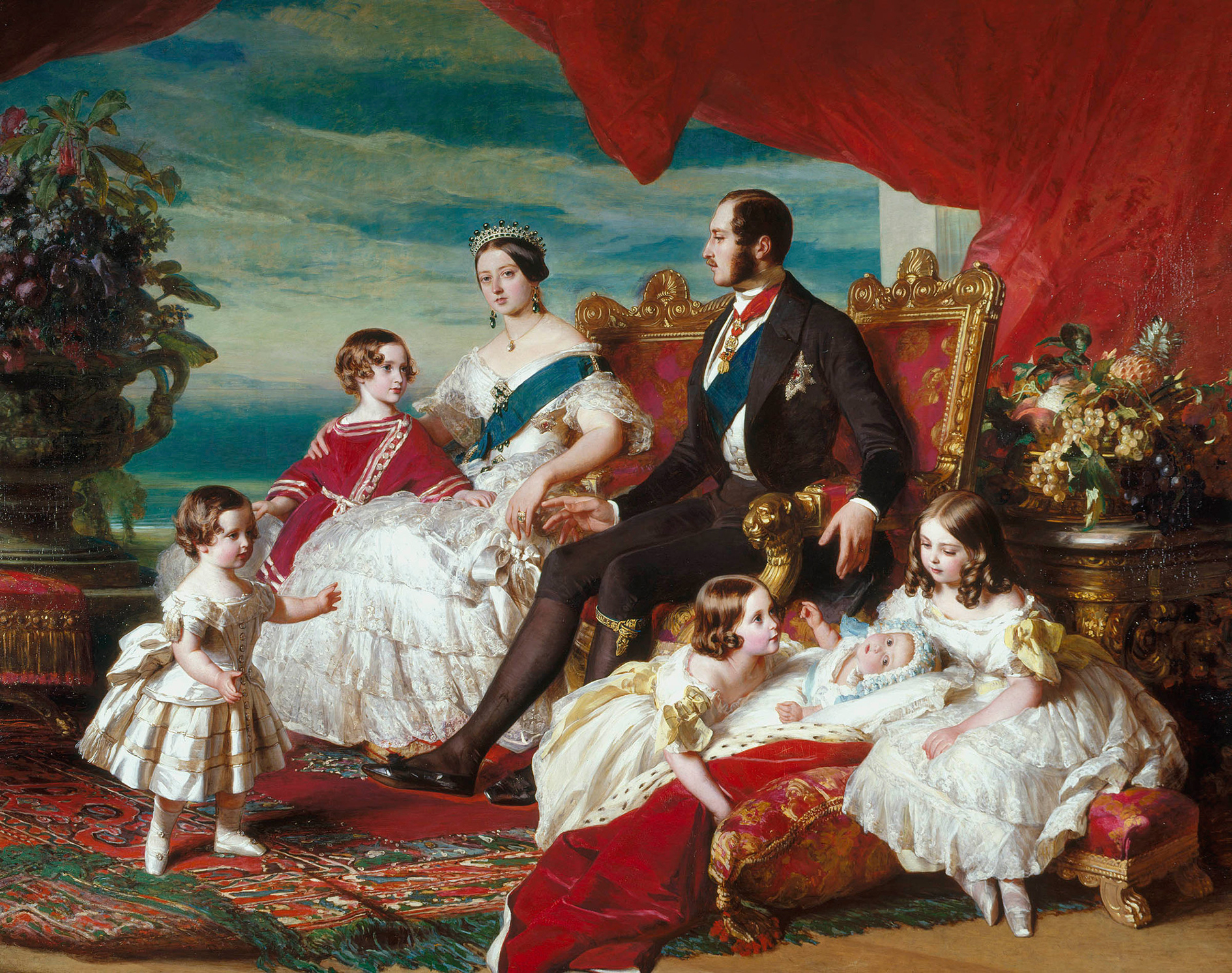
Familia reginei Victoria în 1846 de Franz Xaver Winterhalter de la stânga la dreapta: Prințul Alfred și Prințul de Wales; regina și Prințul Albert; Prințesele Alice, Elena și Victoria

| Portret | Nume                                                                                                | Naștere           | Deces             | Soț/Soție (ani naștere & deces) și copii |
| ------- | --------------------------------------------------------------------------------------------------- | ----------------- | ----------------- | --- |
|         | Prințesa Victoria, Prințesă Regală                                                                  | 21 noiembrie 1840 | 5 august 1901     | Căsătorită în 1858 cu Prințul Moștenitor al Prusiei Frederic, mai târziu Frederic al III-lea al Germaniei și rege al Prusiei (1831–1888); 4 fii, 4 fiice (inclusiv Wilhelm al II-lea al Germaniei și Sofia, regină a Greciei) |
|         | Prințul Albert Eduard, Prinț de Wales, mai târziu regele Eduard al VII-lea                          | 9 noiembrie 1841  | 6 mai 1910        | Căsătorit în 1863 cu Prințesa Alexandra a Danemarcei (1844–1925); 3 fii, 3 fiice (inclusiv regele George al V-lea și Maud, regină a Norvegiei)                                                                                |
|         | Prințesa Alice                                                                                      | 25 aprilie 1843   | 14 decembrie 1878 | Căsătorită în 1862 cu Ludovic al IV-lea, Mare Duce de Hesse și de Rin (1837–1892); 2 fii, 5 fiice (inclusiv Alexandra, Împărăteasă a Rusiei)                                                                                  |
|         | Prințul Alfred, Duce de Saxa-Coburg și Gotha și Duce de Edinburgh; Amiral al Flotei                 | 6 august 1844     | 31 iulie 1900     | Căsătorit în 1874 cu Marea Ducesă Maria Alexandrovna a Rusiei (1853–1920); 2 fii (1 făt mort), 4 fiice (inclusiv Maria, regină a României)                                                                                    |
|         | Prințesa Elena                                                                                      | 25 mai 1846       | 9 iunie 1923      | Căsătorită în 1866 cu Prințul Christian de Schleswig-Holstein-Sonderburg-Augustenburg (1831–1917); 4 fii (1 făt mort), 2 fiice                                                                                                |
|         | Prințesa Louise                                                                                     | 18 martie 1848    | 3 decembrie 1939  | Căsătorită în 1871 cu John Douglas Sutherland Campbell (1845–1914), marchiz de Lorne, mai târziu al 9-lea Duce de Argyll, de asemenea Guvernator-General al Canadei (1878–83); fără copii                                     |
|         | Prințul Arthur, Duce de Connaught și Strathearn; Mareșal, Guvernator-General al Canadei (1911–1916) | 1 mai 1850        | 16 ianuarie 1942  | Căsătorit în 1879 cu Prințesa Luise Margarete a Prusiei (1860–1917); 1 fiu, 2 fiice |
|         | Prințul Leopold, Duce de Albany                                                                     | 7 aprilie 1853    | 28 martie 1884    | Căsătorit în 1882 cu Prințesa Helena de Waldeck și Pyrmont (1861–1922); 1 fiu, 1 fiică |
|         | Prințesa Beatrice                                                                                   | 14 aprilie 1857   | 26 octombrie 1944 | Căsătorită în 1885 cu Prințul Henric de Battenberg (1858–1896); 3 fii, 1 fiică (inclusiv Victoria Eugenie, regină a Spaniei)                                                                                                  |